# Lomaptera sordida
Lomaptera sordida är en skalbaggsart som beskrevs av Conrad L. Schoch 1898. Lomaptera sordida ingår i släktet Lomaptera och familjen Cetoniidae. Inga underarter finns listade i Catalogue of Life.